# 源氏巻

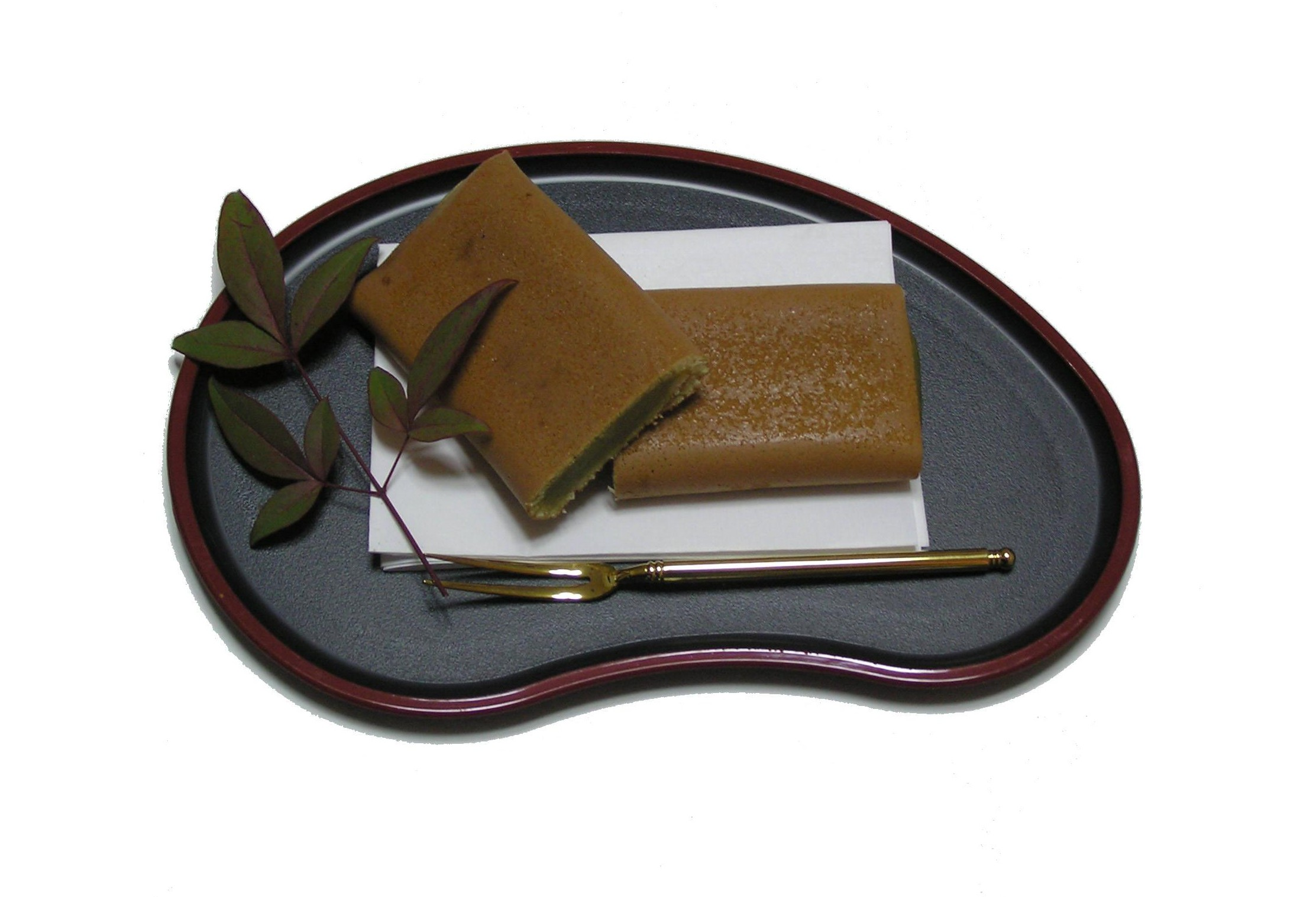
源氏巻（抹茶味）

源氏巻（げんじまき）は、島根県鹿足郡津和野町の銘菓。餡をきつね色に焼いたカステラのような薄い生地に包んだ長方形の菓子であり、茶菓子として用いられる。餡は伝統的に小豆を煮詰めた豆沙餡である。

## 誕生
幕末に津和野藩の御用菓子司・見墹情貫堂が、練った小麦粉を薄く焼いた生地に紫色の餡を詰め込んで十一代藩主・亀井茲監に進上した。この際、藩主の正室・貢子（光安姫）が紫色の餡に感動し、『源氏物語』の「若紫」に出てくる和歌「手に摘みていつしかも見ん紫の根に通ひける野辺の若草」を想い起した。それにあやかって「源氏巻」と名付けられたとされる。

## 現状
現在、津和野町には、源氏巻を扱うメーカーが10軒あまり存在し、それぞれにその味を競っている。また、近年は抹茶風味の餡なども登場している。
さらに、衣を付けて揚げた「揚げ源氏巻」も発売されている。

## 創作・脚色
「事典 日本の地域ブランド・名産品」では、江戸時代の元禄の頃に勅使饗応役を命じられ、指導役の吉良義央に辱めを受けていた津和野藩主亀井茲親を危機から救うために家臣が吉良に献上した進物に由来するとしている。
津和野藩の亀井家文書には当該の記録はない。さらに、薄い生地で餡をまく「あんまき」は三河の名物である。決定的な誤りが「源氏巻」の誕生は元禄の亀井茲親の時ではなく、はるか後代の江戸末期、亀井茲監の治世においてである（「誕生」の項も参照）。
源氏巻のふるさと・津和野を治めた亀井氏の現当主・亀井茲基（昭和天皇の侍従だった亀井茲常の嫡男）は吉良義央の子孫で、亀井温故館に関係史料が保存されている。